# Gustaf Åkerhielm
Nam tước Johan Gustaf Nils Samuel Åkerhielm af Margaretelund (24 tháng 6 năm 1833 – 2 tháng 4 năm 1900) là chính trị gia, nam tước, địa chủ, nghị sĩ quốc hội từ năm 1859 đến năm 1866 và từ năm 1870 đến năm 1900, Bộ trưởng Tài chính từ năm 1874 đến năm 1875, Bộ trưởng Ngoại giao năm 1889, và Thủ tướng từ năm 1889 đến năm 1891.
Ông kết hôn với Ulrika Gyldenstolpe năm 1860, và có với nhau ba người con.